# Jimmy Lee Fautheree
James Walton „Jimmy Lee“ Fautheree (* 11. April 1934 in Smackover, Arkansas; † 29. Juni 2004 in Dallas, Texas) war ein US-amerikanischer Country- und Rockabilly-Sänger.

## Leben

### Kindheit und Jugend
Jimmy Lee Fautheree war der Sohn eines Ölfeldarbeiters, der mit seiner Familie von Stadt zu Stadt zog. 1946 jedoch ließ sich die äußerst musikalische Familie in Dallas nieder. Im Alter von zwölf Jahren bekam Fautheree eine Gitarre geschenkt, später musizierte er oft mit seinen beiden Brüdern Jackie und Lynn. Geprägt wurde er stark von dem Blues, dem Gospel und der Hillbilly-Musik, vor allem von den damaligen Stars Ernest Tubb und Merle Travis.

### Karriere
Seine Karriere startete er mit seinem Freund Country Johnny Mathis bei dem Big D Jamboree als Duo Jimmy and Johnny. Später traten die beiden auch im Louisiana Hayride auf. Kurz danach unterzeichnete er einen Plattenvertrag bei den Capitol Records; seine Debüt-Single I Keep The Blues All The Time erschien 1951. In den folgenden Jahren nahm er mit Johnny Mathis regelmäßig Platten auf, einige konnten sich relativ gut in den Charts platzieren. 1955 arbeitete Fautheree mit Wayne Walker zusammen, daraus entstand unter anderem Love Me; im selben Jahr ersetzte Fautherees Bruder Lynn den zuvor ausgestiegenen Mathis als „Johnny“. Für Capitol wirkte Fautheree auch als Hintergrundmusiker mit, so ist er unter anderem bei Webb Pierces Teenage Boogie und bei Faron Youngs Sweet Dreams, bei dem er auch in der Begleitband spielte, zu hören.
Fauthree nahm in der folgenden Zeit einige Platten für verschiedene Plattenfirmen auf. In den 1960er Jahren wechselte er zum Gospel und verzeichnete Erfolge mit Titeln wie The Belles Of Monterrey oder Overdue. Bis in die 1970er Jahre hinein veröffentlichte Fautheree Platten, danach zog er sich aus der Musik zurück. 1995 startete er ein Comeback; er veröffentlichte verschiedene CDs und trat auf der Louisiana Hayride Reunion sowie auf verschiedenen Rockabilly-Konzerten auf. Er wurde außerdem in die Rockabilly Hall of Fame aufgenommen.

## Diskografie
| Jahr | Titel                                                                                | Plattenfirma          |
| ---- | ------------------------------------------------------------------------------------ | --------------------- |
| 1951 | Love Is Hard To Understand / I Keep the Blues All The Time                           | Capitol Records       |
| 1951 | Go Ahead and Go / Knocking On Your Front Door                                        | Capitol Records       |
| 1951 | Lips That Kiss So Sweetly / I’ve Got A Broken Heart                                  | Capitol Records       |
| 1952 | Suspense / Warm Warm Kisses                                                          | Capitol Records       |
| 1952 | I’m Diggin’ A Hole To Bury My Heart / Kisses By Mail                                 | Capitol Records       |
| 1952 | Blowin’ And Goin’ / Mistakes                                                         | Capitol Records       |
| 1953 | How About A Date / Cryin’ Won’t Change My Mind                                       | Capitol Records       |
| 1955 | Lips That Kiss So Sweetly / Love Me (mit Wayne Walker)                               | Chess Records         |
| 1958 | Teenage Wedding / Baby It’s Love (als Johnny Angel)                                  | Vin Records           |
| 1963 | EP - Nobody Knows Where You Go - Please Talk To My Heart - Taffy Town - Goin’ Steady | Towne House Records   |
| 1966 | Git / Can’t Find The Doorknob                                                        | Paula Records         |
| 1966 | Keep Me In Mind / Belle Of Monterrey                                                 | Paula Records         |
| 1974 | Project X-9 (Instr.) / I’m The Laziest Man In The World                              | Lodema Records        |
| 197? | If You Want To Be Saved / Fellowship With Jesus                                      | Lodema Records        |
| 197? | I Just Can’t Keep On / One Day Smiling                                               | Lodema Records        |
| 19?? | This Ole House / Heaven Is Only Knee High                                            | Little Richie Records |